# مارتن كافناغ
مارتن كافناغ هو مؤرخ كندي، ولد في 1895، وتوفي في 1987.